# Hrabstwo Cheatham
Hrabstwo Cheatham (ang. Cheatham County) – hrabstwo w stanie Tennessee w Stanach Zjednoczonych. Obszar całkowity hrabstwa obejmuje powierzchnię 307,13 mil² (795,46 km²). Według szacunków United States Census Bureau w roku 2009 miało 39 876 mieszkańców.
Hrabstwo powstało w 1856 roku. 

## Miasta

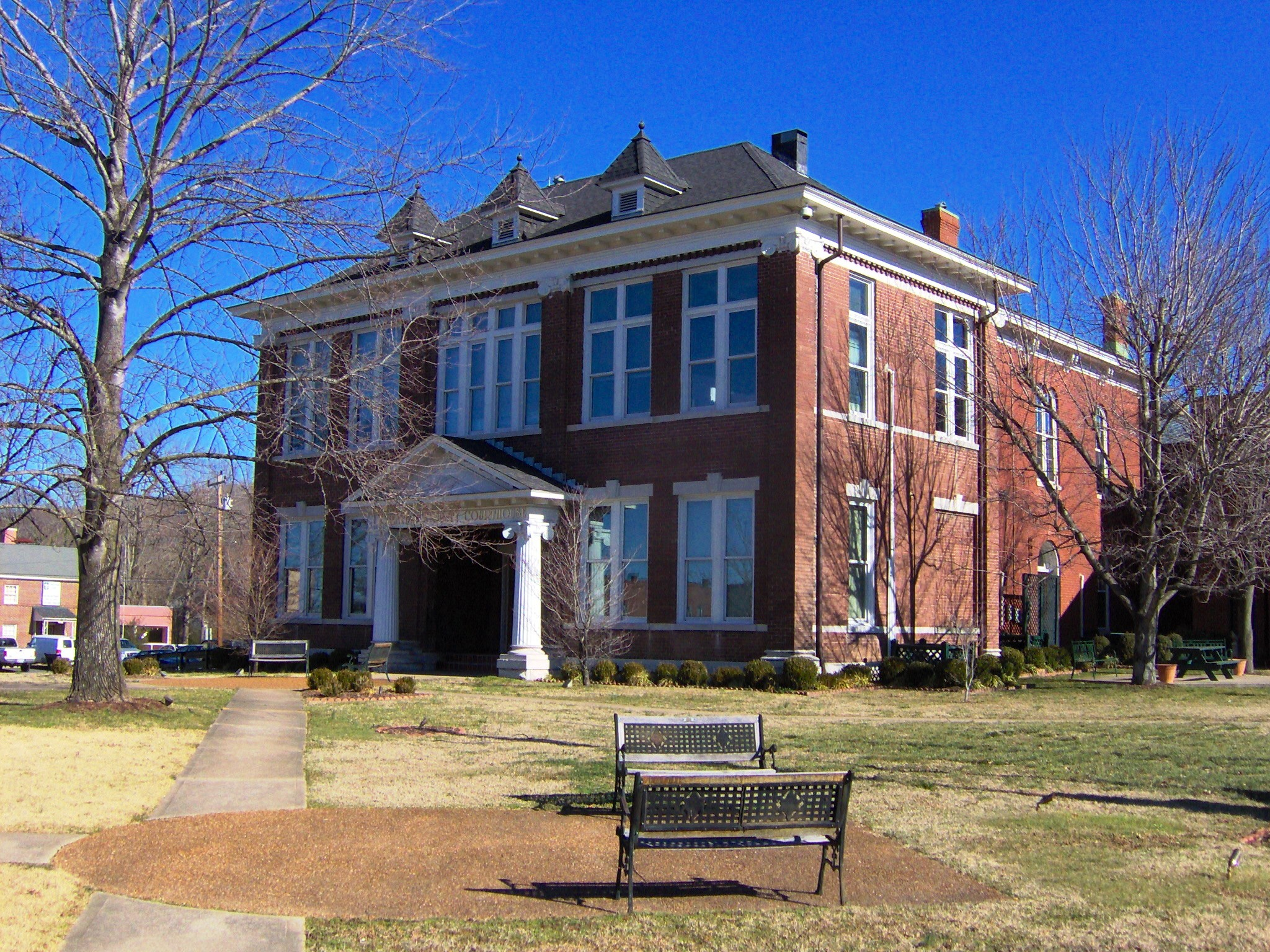
Budynek administracji hrabstwa (courthouse) w Ashland City

- Ashland City
- Kingston Springs
- Pegram
- Pleasant View[4]